# میسفیتس
میسفیتس (انگلیسی: Misfits) یک گروه پانک راک آمریکایی است که اغلب به عنوان پیشگامان زیرژانرهارر پانک شناخته می‌شود و پانک و سایر تأثیرات موسیقی را با مضامین و تصاویر فیلم ترسناک ترکیب می‌کند. این گروه در سال ۱۹۷۷ در لادی، نیوجرسی، توسط خواننده، ترانه‌سرا و نوازنده کیبورد گلن دانتزیگ تأسیس شد.